# Narciarstwo dowolne na Zimowej Uniwersjadzie 2013 – skicross kobiet
Konkurencja skicrossu kobiet została rozegrana na Zimowej Uniwersjadzie 2013 15 grudnia, w miejscowości Monte Bondone. Startowało 10 zawodniczek, które kolejno rozegrały kwalifikacje, półfinały oraz finały B i A. Ostateczną triumfatorką okazała się reprezentantka Rosji Darja Nikołajewa.
Jedyna reprezentantka Polski, Zuzanna Witych ukończyła zawody na 7. miejscu.

## Wyniki

### Kwalifikacje
| Pozycja | Zawodniczka       | Czas  | Uwagi |
| ------- | ----------------- | ----- | ----- |
| 1.      | Wioletta Kowalska | 47,97 | Q     |
| 2.      | Darja Nikołajewa  | 48,17 | Q     |
| 3.      | Wiktorija Struk   | 50,56 | Q     |
| 4.      | Lyske Bruininckx  | 50,94 | Q     |
| 5.      | Kelia Zigich      | 51,26 | Q     |
| 6.      | Toni Hodkinson    | 52,74 | Q     |
| 7.      | Jessica Webb      | 53,47 | Q     |
| 8.      | Zuzanna Witych    | 53,89 | Q     |
| 9.      | Alexis Keeney     | 53,96 |       |
| 10.     | Katie Souza       | 54,09 |       |

### Półfinały
| Pozycja | Zawodniczka       | Uwagi |
| ------- | ----------------- | ----- |
| 1.      | Wioletta Kowalska | Q     |
| 2.      | Lyske Bruininckx  | Q     |
| 3.      | Zuzanna Witych    |       |
| 4.      | Kelia Zigich      |       |

| Pozycja | Zawodniczka      | Uwagi |
| ------- | ---------------- | ----- |
| 1.      | Darja Nikołajewa | Q     |
| 2.      | Wiktorija Struk  | Q     |
| 3.      | Jessica Webb     |       |
| 4.      | Toni Hodkinson   |       |

### Finały
Mały Finał
| Pozycja | Zawodniczka    |
| ------- | -------------- |
| 5.      | Toni Hodkinson |
| 6.      | Jessica Webb   |
| 7.      | Zuzanna Witych |
| 8.      | Kelia Zigich   |

Finał
| Pozycja | Zawodniczka       |
| ------- | ----------------- |
| złoto   | Darja Nikołajewa  |
| srebro  | Wioletta Kowalska |
| brąz    | Wiktorija Struk   |
| 4.      | Lyske Bruininckx  |